# Hospital de Sant Llàtzer (Terrassa)
L'Hospital de Sant Llàtzer és un conjunt d'edificis sociosanitaris del centre de Terrassa, protegit com a bé cultural d'interès local.

## Descripció
És un edifici cantoner entre mitgeres, de planta baixa i dos pisos. Les parets són arrebossades i les finestres tenen un emmarcament de maó vist, col·locat a sardinell, agrupades de dues en dues i formant un arc parabòlic. El remat de les façanes es caracteritza pel fet de presentar una cornisa motllurada, també de maó vist. Té adossada una torre d'aigua anterior a la construcció de l'edifici.

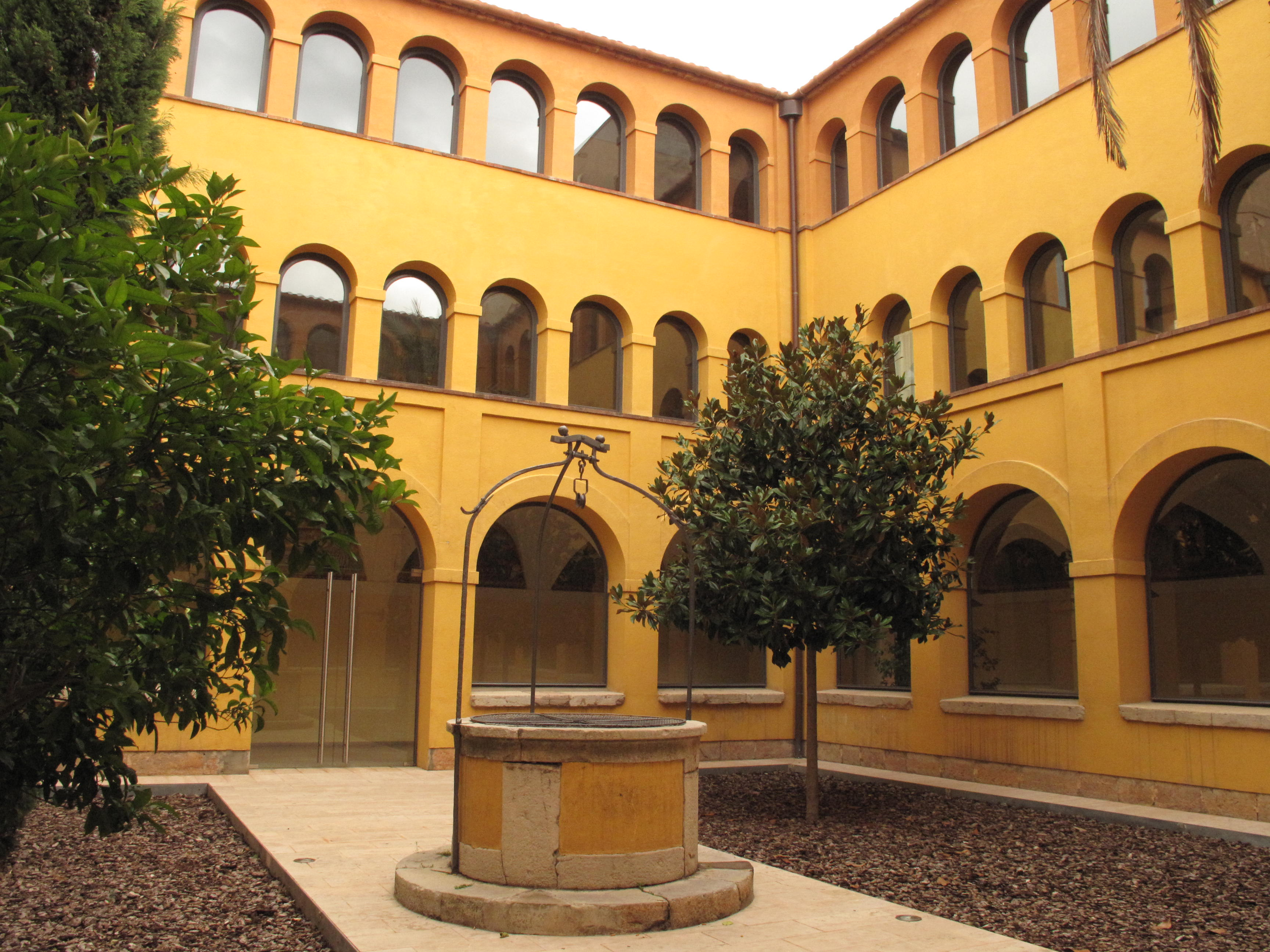
Claustre de Sant Francesc

L'edifici inaugural fou el convent de Sant Francesc, amb església, claustre i dependències. L'església, un dels pocs vestigis que en resten, és d'una sola nau amb volta lleugerament apuntada però classicista en conjunt i avui no forma part del recinte hospitalari. L'altre vestigi important és el claustre, de planta quadrada, amb pilastres i arcades de mig punt. Presenta la coberta de volta d'aresta cromada entre arcades de mig punt i plafons de ceràmica vidriada amb escenes de la vida de sant Francesc d'Assís. Aquests plafons sumen un total de 26 peces de valor artístic notori, costejades per Pere de Fizes, castlà de Terrassa, el 1673. El conjunt del claustre i els plafons ceràmics, dins el recinte de l'hospital, són una secció del Museu de Terrassa i es poden visitar.
Darrere el convent hi havia uns edificis que funcionaven com a fàbrica de sargils, que van ser enderrocats el 1845. També s'enderrocà la sagristia pel 1852, amb motiu de la construcció de la presó del partit judicial.
El 1917 es construí l'ampliació modernista, obra de Lluís Muncunill, destinada més endavant a pavelló per als tuberculosos, juntament amb l'adjacent Clínica del Remei, per a malalts particulars i de mútues. El 1974 començà l'ampliació del darrere, consistent en dos pisos sobreposats a l'edifici que voreja el torrent de Vallparadís.

## Història
El 1609 es va fer la donació del terreny a l'orde franciscà dels Frares Menors Recol·lectes. El 1612 es va inaugurar i ocupar el nou convent. El 1835, davant l'amenaça d'incendi, és abandonat pels franciscans i confiscat per l'Estat i cedit per aquest a l'Ajuntament de Terrassa de franc per a usos benèfics (1842). L'any següent s'hi instal·len escoles primàries.

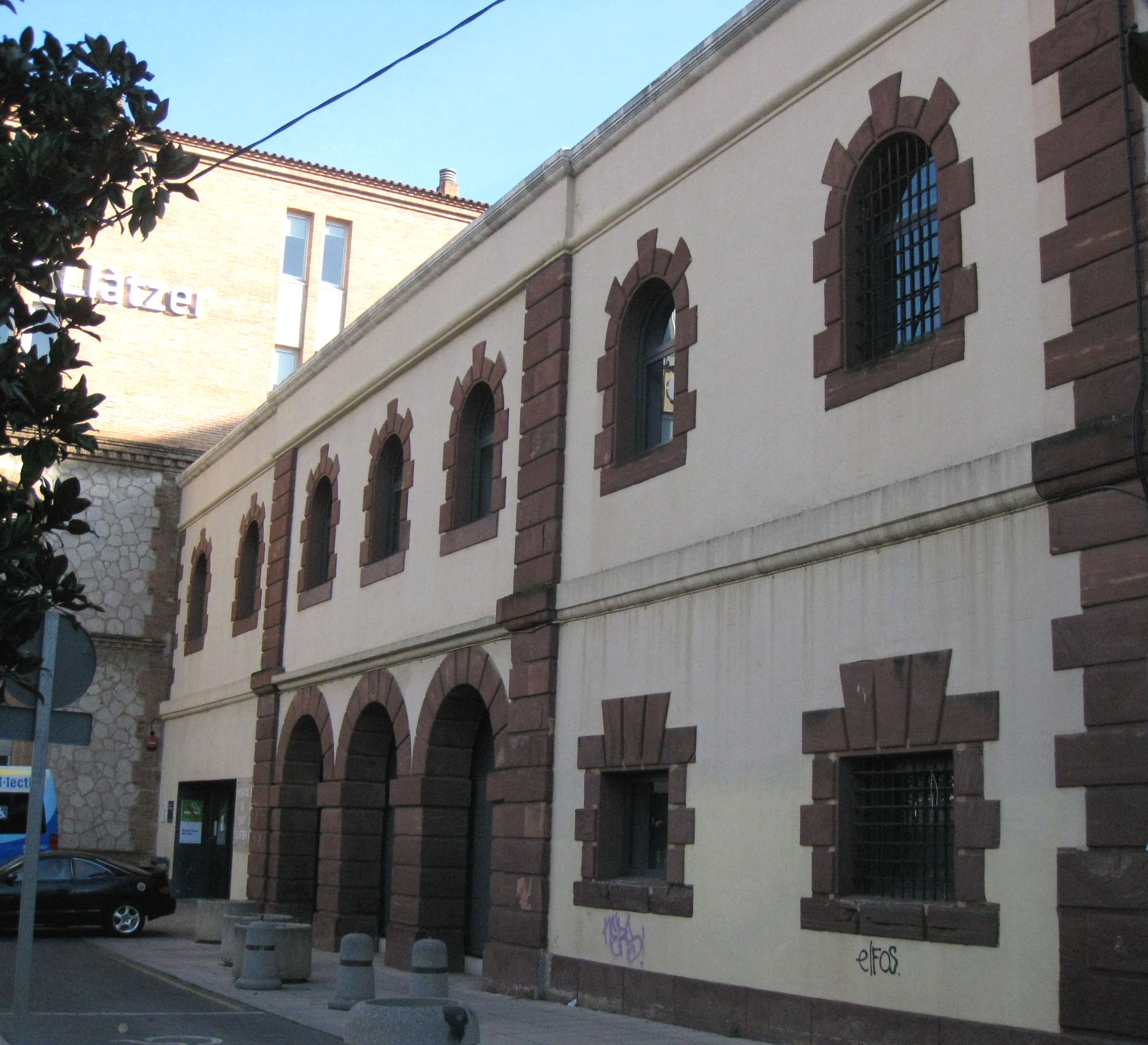
Edifici de l'antic dipòsit carcerari

L'any 1852 s'hi construeix la Presó del Partit i, el 1860, les Escoles Pies.
El 1869 s'hi instal·la l'Hospital i Asil de Pobres (anteriorment al carrer de Mosterol, vora la plaça Vella, i des del segle xvii al lloc on ara hi ha el Mercat de la Independència).
El 1928 es realitza la benedicció de la primera pedra per a la nova infermeria de tuberculosos. L'església fou oberta novament al culte pel 1842 i només fou eliminat aquest ús els anys 1936-1939, en què esdevé garatge, després d'unes construccions que en van fer desaparèixer el retaule major (que eren dos grans llenços enquadrats per columnes). El 1974 es va ampliar l'hospital.
Els processos d'ampliació i de restauració van continuar durant els anys noranta del segle xx, amb l'ampliació de la superfície ocupada. Cal destacar la integració d'elements restaurats (convent i claustre) i noves construccions destinades a l'allotjament de serveis diversos, entre els quals l'Escola Universitària d'Infermeria i Teràpia Ocupacional de Terrassa EUIT (abans Escola Universitària d'Infermeria de la Creu Roja), inaugurada l'11 d'octubre del 1990.
La Fundació Hospital Sant Llàtzer, juntament amb l'Ajuntament de Terrassa i la Generalitat de Catalunya, van constituir l'actual Consorci Sanitari de Terrassa, que el 1989 va posar en marxa l'actual Hospital de Terrassa, vora la carretera de Sabadell, substitut del Sant Llàtzer, que ha estat remodelat per acollir-hi un centre sociosanitari, un centre d'atenció primària (CAP) i un hospital de dia de salut mental.